# 蒙蒂永
蒙蒂永（法語：Monthyon，法語發音：[mɔ̃tjɔ̃] ⓘ）是法国塞纳-马恩省的一个市镇，属于莫城区。

## 地理
蒙蒂永（49°0'29"N, 2°49'38"E）面积12.11 平方千米，位于法国法蘭西島大區塞纳-马恩省，该省份为法国北部内陆省份，北起瓦兹省，西接埃松省、马恩河谷省、塞纳-圣但尼省和瓦兹河谷省，南至卢瓦雷省，东南接约讷省，东临马恩省和奥布省，东北接埃纳省。
与蒙蒂永接壤的市镇（或旧市镇、城区）包括：绍科南-讷夫蒙捷、庞沙尔、勒普莱西莱韦克、圣苏普莱、巴尔西、热夫尔勒沙皮特尔。

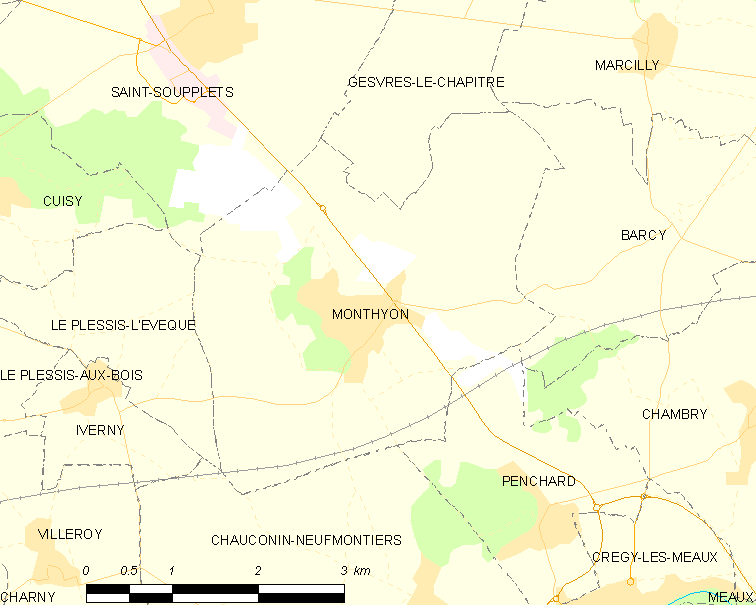
蒙蒂永的OSM定位图

蒙蒂永的时区为UTC+01:00、UTC+02:00（夏令时）。

## 行政
蒙蒂永的邮政编码为77122，INSEE市镇编码为77309。

## 政治
蒙蒂永所属的省级选区为克莱-苏伊县。

## 人口

1962-2008年间蒙蒂永人口变化图示

蒙蒂永于2022年1月1日时的人口数量为1747人。